# Joseph d'Antioche
Joseph d'Antioche fut patriarche d'Antioche de l'Église jacobite de 790 à janvier 792.
Il était moine de Gubbâ Barrâyâ dans la steppe à l'est d'Alep.